# Home (sång)
"Home" är den andra singeln från rockbandet Daughtrys självbetitlade debutalbum. Låten tog sig in på de amerikanska topplistorna några veckor innan den meddelades som den andra singeln (kanske på grund av att den användes i American Idol som "avskedslåt").

## Bakgrund och produktion
Chris Daughtry skrev låten på soffan dagen innan han lämnade för American Idol. Låten handlar om att sångaren är tacksam för vad han har, men längtar fortfarande efter sin familj. Därför inser han att det är bäst att han kommer hem, där han är omgiven av kärlek. Han sjunger i refrängen: 
I don't regret this life I chose for me.
But these places and these faces are getting old
So I'm going home